# Frankreich erleben
Pour les articles homonymes, voir Frankreich.
Frankreich erleben est le premier magazine de langue allemande exclusivement consacré à la France, fondé par Markus Harnau et Jean-Charles Albert en 2005. Il est diffusé dans les pays germanophones et a pour objectif de reproduire le ressenti de vie en France culturel, touristique et politique ainsi que la coopération franco-allemande.

## Histoire

### Création
La maison d'édition AJC Presse est fondée en 2005 par Markus Harnau et Jean-Charles Albert. Elle édite le premier numéro du magazine Frankreich erleben en mars 2006.
Sa Rédaction, dont le siège est à Bordeaux, est constituée de journalistes français et allemands ayant tous une très bonne connaissance des deux pays, soit en y étant nés soit en y ayant vécu durant une période significative. Régulièrement, ils confrontent leurs regards et proposent des sujets favorisant une approche curieuse et ouverte sur tous les sujets pouvant intéresser les lecteurs germanophones.
Il est publié par Globus Medien GmbH (Berlin).

### Diffusion
Les premières éditions sont bimestrielles jusqu'en février 2014, les éditions suivantes sont trimestrielles calquées sur les saisons printemps, été, automne et hiver.
Il est distribué dans les kiosques d'Allemagne, d'Autriche, de Suisse, du Luxembourg et d'Italie du nord ainsi que par abonnement. Une version digitale est également proposée pour tablettes (Apple et  Android).

## Projet
L'objectif de la rédaction est de présenter un magazine en 100 pages sur le tourisme, l’économie, la politique, la culture, les faits de société français, la gastronomie, le vin, et plus largement tout ce qui contribue à ressentir («erleben») l’atmosphère de l’Hexagone et à se tenir informé de son actualité.

### Coopération franco-allemande
Le magazine s'associe aux manifestations de coopération franco-allemande,.

### Devise
Le sous-titre du magazine est : « Das unabhängige Frankreich-Magazin » : « Le magazine indépendant sur la France ».